# Cleora anestiaria
Cleora anestiaria är en fjärilsart som beskrevs av Swinhoe 1915. Cleora anestiaria ingår i släktet Cleora och familjen mätare. Inga underarter finns listade i Catalogue of Life.